# Айегбуси, Кореде
Олукореде Афолаби Айегбуси (англ. Olukorede Afolabi Aiyegbusi; род. 15 июля 1988 года, Хакни, Лондон) — английский футболист, защитник.

## Карьера

### Клубная
Во время обучения в Университете штата Северная Каролина в 2008—2009 годах Айегбуси играл за университетскую команду в студенческой лиге.
Профессиональную карьеру Айегбуси начал в клубе «Канзас-Сити Уизардс» после того, как был выбран на драфте MLS 2010 года. За три сезона в рядах «Уизардс»/«Спортинга» сыграл всего в девяти матчах, и по истечении контракта декабре 2012 года покинул команду.
2013 год провёл в клубе чемпионата Финляндии «Хака».
В первой половине 2014 года выступал в швейцарском «Серветте».
В сезоне 2014/15 играл в Северо-восточной региональной лиге Германии за клуб «Ауэрбах».
В августе 2015 года перешёл в клуб шведского Суперэттана «АФК Юнайтед».
В ноябре 2015 года стал игроком иранского клуба «Сиях Джамеган».
В августе 2016 года вернулся в АФК.
В начале 2017 года подписал контракт с казахстанским клубом «Шахтёр Караганда».

### Международная
Айегбуси входил в состав сборной Великобритании на летней Универсиаде 2009.